# Wassyl Welytschkowskyj
Wassyl Welytschkowskyj CSsR (ukrainisch Василь Величковський, polnisch Wasyl Wełyczkowski, englisch Vasyl Velychkovsky; * 1. Juni 1903 in Stanislau, Galizien; † 30. Juni 1973 in Winnipeg, Kanada) war ein ukrainisch griechisch-katholischer Bischof. Er wurde 2001 von Papst Johannes Paul II. zum Märtyrer und Seligen proklamiert.

## Leben
Wassyl Welytschkowskyj wurde in eine Familie hinein geboren, in der die Berufungen zum Priesteramt eine lange Tradition hatte. Seine Eltern Wolodymyr und Anna Welytschkowskyj erzogen ihre Kinder nach christlichem Verständnis und so war es fast folgerichtig, dass der Junge schon frühzeitig den Wunsch hegte Priester zu werden. Er besuchte das Gymnasium in Horodenka und entwickelte sich zu einem Patrioten. Im Alter von fünfzehn Jahren trat er in die Ukrainisch-galizische Armee ein um die Unabhängigkeit der Ukraine nach dem Ersten Weltkrieg zu verteidigen. Er wurde 1920 aus den Streitkräften entlassen und begann seine Priesterausbildung.
Wassyl Welytschkowskyj begann als Seminarist im Priesterseminar der Erzeparchie Lemberg. Der Metropolit Andrej Scheptyzkyj weihte ihn 1924 zum Diakon, es folgte der Eintritt in die Ordensgemeinschaft der Redemptoristen. Am 9. Oktober 1925 wurde er zum Ordenspriester der Redemptoristen geweiht. Im November 1928 entsandte man ihn in die Missionsstation Kowel, hier begann seine schwierige Missionstätigkeit. Er erlebte mit, wie auf Druck der sowjetischen Regierung viele Christen vom griechisch-katholischen zum russisch-orthodoxen Glauben übertraten. Trotzdem gelang es ihm mit finanzieller Unterstützung von Lemberg einige Kapellen und Kirchen zu errichten. 1935 berief man ihn zum Abt des Klosters Stanisławów, hier erlebte er nach Kriegsbeginn 1939 den Einmarsch der deutschen Truppen und den Rückzug der Sowjets, dann wieder den Rückzug der Wehrmacht und die Machtergreifung in der Westukraine durch die Sowjets. Seine neue Wirkungsstätte war Wolhynien, danach wurde er 1942 Abt des Redemptoristenklosters in Ternopil. 1959 ernannt man ihn zum Titularbischof und am 4. Februar 1963 wurde er von Jossyf Slipyj, dem Erzbischof von Lemberg, zum „Geheimbischof“ geweiht. Bischof Welytschkowskyj weihte Julian Woronowskyj zum Bischof und war Mitkonsekrator bei Wolodymyr Sternjuk CSsR.

## Martyrium und Seligsprechung
In der Nacht vom 10. zum 11. April 1945 verhaftete der sowjetische Geheimdienst annähernd das gesamte Episkopat der Griechisch-Katholischen Kirche in der Ukraine. Welytschkowskyj, damals Abt in Ternopil wurde 1945 wegen antisowjetischer Propaganda vom Geheimdienst des NKWD verhaftet und in einem Gefängnis in Kiew inhaftiert. Im Austausch zum Wechsel in die Russisch-Orthodoxe Kirche bot man ihm die Freiheit an. Dieses Angebot lehnte er kategorisch ab. Er wurde daraufhin zur Todesstrafe verurteilt, die dann in eine 10-jährige Haftstrafe mit Zwangsarbeit umgewandelt wurde. 1945 bis 1947 war er in einem Gefangenenlager bei Kirow inhaftiert, dann wurde er in das Arbeitslager Workuta verlegt und musste im Bergwerk arbeiten. Er war bemüht täglich die Heilige Messe zu lesen, als Sakrales Gerät nutzte er Zinngefäße. Einige Monate vor seiner Entlassung wurde er im Lagerhospital eingesetzt, bevor er dann am 9. Juli 1955 entlassen wurde. Am 2. Januar 1969 wurde er erneut für drei Jahre wegen seiner religiösen Aktivitäten in Kommunarsk (Donezbecken) eingesperrt. 1972, am 27. Januar wieder frei gelassen, wurde er zur Genesung nach Jugoslawien gesandt, nach Lemberg durfte er nicht zurückkehren. Er lebte eine kurze Zeit in Zagreb und hielt sich dann in Rom auf. Danach folgte er der Einladung Maxim Hermaniuks nach Winnipeg und kam gesundheitlich schwer angeschlagen in Kanada an. Bereits am 30. Juni 1973 verstarb er. Als man nach fast dreißig Jahren seine Gebeine, zur Umbettung, erheben wollte, entdeckte man, dass sein Leichnam kaum beschädigt war. Es wurden einige Reliquien präpariert, der Hauptanteil der Leibeshülle wird in einem Reliquienschrein in der St. Joseph Kathedrale Winnipeg aufbewahrt.
Der Seligsprechungsprozess wurde am 2. März 2001 abgeschlossen, Papst Johannes Paul II. unterzeichnete am 24. April 2001 das Abschlussdokument zur Seligsprechung und gab am 27. Juni 2001 die Erhebung zum Märtyrer und zum Seligen bekannt.